# 13 septembre 1958
Le samedi 13 septembre 1958 est le 256e jour de l'année 1958.

## Naissances
- Annemarie Mol, ethnographe, sociologue et philosophe néerlandaise
- Bertrand St-Arnaud, personnalité politique canadienne
- Boris Todoroff, écrivain belge
- Chantal Francke, actrice et scénariste canadienne
- Giorgio Nardone, psychothérapeute italien
- Jean-Marc Loustau, compositeur français de problèmes d'échecs
- Mario Fehr, homme politique suisse
- Peter Wirnsberger, skieur alpin autrichien
- Philippa York, anciennement Robert Millar, cycliste et journaliste britannique

## Décès
- Ruben Um Nyobe (né le 10 avril 1913), homme politique camerounais
- Russell Mockridge (né le 18 juillet 1928), coureur cycliste australien